# Bosques tropicales húmedos de las Islas de la Sociedad
La pluvisilva de las Islas de la Sociedad, también llamada bosques húmedos tropicales de las Islas de la Sociedad es una ecorregión de bosques latifoliados húmedos tropicales y subtropicales ubicada en las Islas de la Sociedad (Tōtaiete mā en tahitiano) que conforman el archipiélago norte de la Polinesia Francesa, en el océano Pacífico.

## Geografía
Las Islas de la Sociedad son un grupo de 14 islas, incluidos nueve volcanes inactivos altos y cinco atolones de coral bajos. Se extienden desde los 16º hasta los 18º S de latitud y desde los 148° hasta los 154° W de longitud. Las islas comprenden dos grupos, las Islas de Barlovento (en francés, Îles du Vent) al este y las Islas de Sotavento (en francés, Îles Sous-le-vent) al oeste.
Tahití, en el grupo de Barlovento, es la más grande de las Islas de la Sociedad, con una superficie de 1.042 km². La elevación más alta de las islas (2241 m) también se encuentra en Tahití.
Las islas se formaron a medida que la Placa del Pacífico se movía lentamente hacia el oeste-noroeste sobre un punto caliente volcánico. Las islas aumentan de edad de este a oeste, por ejemplo, la isla de Mehetia en el extremo oriental de la cadena, es la más joven con menos de 1 millón de años, mientras que Moorea, en el lado opuesto, tiene entre 1,5 y 2 millones de años. Las islas occidentales de Sotavento tienen al menos 4,5 millones de años y se han erosionado y hundido para dejar atolones de coral bajos. Los suelos de las islas altas se derivan principalmente de basalto. Los suelos de piedra caliza coralina se encuentran en áreas costeras donde los antiguos arrecifes fueron levantados por procesos geológicos, y los suelos de los atolones son principalmente de arena de coral.

## Clima
El clima es húmedo y tropical. La precipitación anual promedio varía de 1.700 mm cerca del nivel del mar a 8.000 mm o más en las laderas de las montañas de barlovento. Los meses de verano de diciembre a febrero son los meses más lluviosos, mientras que de marzo a noviembre suelen ser más fríos y secos. Los vientos alisios del este son constantes durante gran parte del año, y los lados este o de barlovento de las islas generalmente reciben más precipitaciones. La temperatura media anual es de 26 °C.

## Flora
La vegetación natural es principalmente bosque lluvioso tropical (pluvisilva) e incluye bosques lluviosos de tierras bajas, bosques lluviosos montanos y bosques nubosos.
La selva tropical de tierras bajas fue una vez el tipo de bosque más extendido, pero se ha talado de la mayoría de las tierras bajas costeras y ahora se encuentra en valles y en laderas más bajas de las montañas. Las especies arbóreas típicas incluyen Inocarpus fagifer, Cananga odorata, Rhus taitensis, Pisonia umbellifera, Macaranga sp., Glochidion sp., Hibiscus tiliaceus, Tarenna sambucina y la introducida Aleurites moluccana, junto con el bambú Schizostachyum glaucifolium.
Los bosques lluviosos montanos se encuentran por encima de los 300 m s. n. m. y se extienden a elevaciones más altas en las laderas occidentales, más secas. Los árboles característicos incluyen Alphitonia zizyphoides, Hernandia moerenhoutiana, Metrosideros collina, Fagraea sp., Canthium spp. y Wikstroemia sp.
Los bosques nubosos se encuentran entre 400 y 1000 metros de altitud, generalmente en las laderas orientales más húmedas (barlovento). Los vientos del este se enfrían a medida que ascienden por las laderas de las montañas y la humedad se condensa en forma de lluvia, formando además una capa de nubes casi continua. Las temperaturas medias anuales son mucho más frías que en las tierras bajas, oscilando entre 14 y 18 °C. Weinmannia parviflora y Alstonia costata son las especies arbóreas dominantes. Otros árboles y arbustos comunes incluyen helechos arborescentes (Cyathea spp.) Fitchia spp., Myrsine spp., Fuchsia cyrtandroides, Sclerotheca spp., Cyrtandra spp., Metrosideros collina, Coprosma spp. y Psychotria spp. Los árboles están cubiertos de plantas epífitas y líquenes. El helecho arborescente Angiopteris evecta en Moorea forma un dosel de hasta 9 metros de ancho.
Las islas albergan 623 especies nativas de plantas vasculares, incluidas 273 especies endémicas y un género endémico. Las plantas Apetahia raiateensis y Kadua sp. de Raitaea se consideran en peligro de extinción.

## Fauna
Los antepasados de la fauna nativa de las islas llegaron a través de la dispersión a larga distancia de otras islas y evolucionaron en formas distintas durante millones de años.
BirdLife International designa a las Islas de la Sociedad como un área de aves endémicas sobre la base de las cinco especies endémicas supervivientes de las islas y varias extintas. Tres especies registradas en la visita del Capitán Cook en 1773, el rascón del pacífico (Gallirallus pacificus) de Tahití, el escolopácido de Tahití (Prosobonia leucoptera) de Moorea y Tahití, y el periquito de Raiatea (Cyanoramphus ulietanus) están definitivamente extintos. Otras especies endémicas extintas incluyen el periquito de frente negra (Cyanoramphus zealandicus) y la monarca de Maupití (Pomarea pomarea).
Las especies nativas en peligro de extinción incluyen una subespecie endémica de garcita azulada (Butorides striatus patruelis), la paloma de las Islas Sociedad (Ducula aurorae), la curruca común de Tahití (Acrocephalus caffer), la salanga polinesia (Aerodramus leucophaeus) y la monarca de Tahití (Pomarea nigra).
Los caracoles terrestres de los géneros Partula y Samoana forman parte de la biodiversidad única de las islas. De antepasados que se cree que llegaron en un solo evento de colonización, los caracoles terrestres Partula evolucionaron en 53 especies distintas. Una vez se encontraron a lo largo de las islas altas. Los caracoles terrestres nativos de Tahití y Moorea han sido diezmados por los caracoles terrestres depredadores introducidos Euglandina rosea y Gonaxis spp., por lo que 15 especies están definitivamente extintas o en vías de extinguirse.

## Conservación y amenazas
Los seres humanos han alterado ampliamente la flora y la fauna de las islas desde la llegada de los polinesios hace entre 1000 y 2000 años. Los colonos polinesios trajeron plantas como la palma de coco (Cocos nucifera) y el nogal de la India (Aleurites moluccana) que se han naturalizado en todo el archipiélago, así como los cerdos y la rata polinesia (Rattus exulans). Los europeos comenzaron a visitar las islas en el siglo XVIII y luego las conquistaron y se establecieron allí, y trajeron muchas más plantas y animales alóctonos.
Las tierras bajas por debajo de los 500 metros de altitud se han limpiado en su mayoría de los bosques nativos y se han reemplazado con plantaciones de cocoteros y otros cultivos, o con pastizales antropogénicos mantenidos por incendios frecuentes.
Los europeos trajeron ratas negras (Rattus rattus) y ratas pardas (R. norvegicus), que junto con los gatos domésticos han devastado las aves nativas de las islas. Los sitios arqueológicos han recuperado restos de diez especies de aves marinas y 14 aves terrestres que ya no están presentes en las islas. Estos incluyen la extinta gaviota Huahine (Chroicocephalus utunui), dos loros (Vini vidivici y V. sinotoi), tres palomas y el estornino Raiatea (Aplonis sp.), junto con dos especies de Prosobonia, tres especies de loros y una palomas que se han extinguido desde la llegada de los europeos.
La vegetación natural relativamente intacta cubre aproximadamente el 30% de la ecorregión. Las áreas relativamente intactas pero desprotegidas incluyen el bosque de Inocarpus de tierras bajas y el bosque de tierras bajas de Oponohu en Moorea, el Valle de Vaiote en Tahití, el Valle de Avera y el bosque montano en Raiatea, isla de Manuae y colonias de aves marinas en los atolones de Tetiaroa, Fenuaura, Motuone y Mopiihaa.
La mayor amenaza para los bosques silvestres de las Islas de la Sociedad es el árbol invasor Miconia calvescens, traído desde el Perú. Se introdujo en 1937 y se ha expandido para cubrir grandes áreas de Tahití y partes de Moorea y Raiatea. Los árboles forman densos matorrales de hasta 15 metros de altura que dan sombra a todos menos a sus propias plántulas. Las semillas del árbol son dispersadas por las aves, y ha sido necesario retirarlas manualmente para evitar que se propaguen a nuevas áreas e islas más pequeñas.

## Áreas protegidas
Una evaluación de 2017 encontró que 41 km², o el 3%, de la ecorregión se encuentra en áreas protegidas. Las áreas protegidas incluyen:
- Laguna de Moorea, en Moorea[1]
- Área de conservación de Mont Mara'u en Tahití (10 km²)[1]
- Parque Natural TeFa'aiti en Tahití, establecido en 1989 tiene una superficie de 750 ha. El parque protege el bosque lluvioso de tierras bajas (valle) de elevación media (70-500 m), el bosque montano en una meseta de elevación media (500-700 m) y el bosque nuboso de alta elevación y la vegetación subalpina en laderas empinadas (hasta 2110 m). Las especies invasoras en el parque incluyen las plantas Miconia calvescens, Rubus rosifolius, Spathodea campanulata y Tecoma stans, junto con ratas negras y ratas polinesias.[3]
- El área de gestión de Temehani Ute Ute en Raiatea se estableció en 2010 y tiene una superficie de 69 ha. Protege una meseta boscosa entre 415 y 817 metros de elevación. Las especies invasoras en la reserva incluyen las plantas Rhodomyrtus tomentosa, Miconia calvescens, Psidium cattleianum, Cecropia peltata y Rubus rosifolius, junto con jabalíes, ratas negras y ratas polinesias.[3]
- Las reservas naturales Manuae y Motu One, que protegen los atolones de Manuae y Motu One. Fueron establecidas en 1971, con una superficie de 1180 ha. Las reservas protegen la vegetación costera del atolón y el bosque del atolón entre el nivel del mar y los 2 metros de altura. Porciones de las reservas están cubiertas con plantaciones de cocoteros naturalizados y las plantas invasoras Stachytarpheta cayennensis y Cenchrus echinatus.[3]